# Mariscal de campo
El mariscal de campo, o simplemente mariscal, es un rango militar con diversos significados según el país de que se trate. 
Tiene su origen en la Alta Edad Media. Proveniente del alto alemán antiguo Marh-scalc (= "sirviente de los caballos"), se aplicaba al encargado de la custodia de los caballos del rey en tiempos de los primeros reyes francos.[cita requerida]

## Ejemplos regionales
Es el mayor grado en la escala de oficiales, por ejemplo en el antiguo ejército alemán, y en el de tierra británico y francés. Estos países solo permiten ascensos a esta categoría en tiempos de guerra. En alemán se traduce como Generalfeldmarschall.
En España, el rango de mariscal de campo, al menos desde los tiempos de Felipe V, era el intermedio entre brigadier y teniente general, y era considerado el primer empleo de general completo (con entorchados dorados). Por ley del 20 de julio de 1889, esta denominación fue sustituida por la actual de general de división.
En la Gran Colombia fue el rango militar de más alta jerarquía, superior al de general de división. 
En la Francia del Antiguo Régimen existía el rango de Maréchal de camp, que perduró hasta la Época Napoleónica. Es equivalente al uso español, y el de Maréchal de France (que ha pervivido), que era y es el máximo rango militar.
En la RAF británica los oficiales generales utilizan el término Marshall en lugar del habitual de general en sus graduaciones.